# Abd-Al·lah ibn Úmar ibn al-Khattab
Abd-Al·lah ibn Úmar ibn al-Khattab (àrab: عبد الله بن عمر بن الخطاب, ʿAbd Allāh b. ʿUmar b. al-Ḫaṭṭāb) fou fill del califa Úmar ibn al-Khattab. Per les seves altes qualitats morals fou un exemple durant el regne dels primers califes i es va imitar la seva manera de vestir, la barba i d'altres aspectes. Fou un practicant estricte de l'islam i no es va barrejar en els afers polítics, tot i tenir una activitat militar al servei de l'estat.
Es convertí a l'islam amb el seu pare. Va combatre per primer cop a la Jornada de la Rasa, va participar en la desastrosa expedició de Muta (hègira 7) i a la conquesta de la Mecca (hègira 8). Va combatre els pseudoprofetes Musaylima i Tulayha (hègira 12). Va fer campanya a Egipte (hègira 18 a 21) i va prendre part en la batalla de Nihawand (hègira (21).
El 30 de l'hègira era en campanya a Gurgan i Tabaristan. El 49 de l'hègira va participar en l'expedició a Constantinoble.
Va morir el 693 (73 de l'hègira).